# 非都会区
| 英格兰行政区 | 英格兰行政区 | 英格兰行政区 | 英格兰行政区 | 英格兰行政区 | 英格兰行政区             | 英格兰行政区 |
| ------------ | ------------ | ------------ | ------------ | ------------ | ------------------------ | ------------ |
| 主权国家     | 英国         | 英国         | 英国         | 英国         | 英国                     | 英国         |
| 构成国       | 英格兰       | 英格兰       | 英格兰       | 英格兰       | 英格兰                   | 英格兰       |
| 大区         | 大区         | 大区         | 大区         | 大区         | 大区                     | 大区         |
| 郡级（上层） | 伦敦城       | 倫敦郡       | 都會郡       | 非都会郡     | 单一管理郡/区 （单一层） | 锡利群岛     |
| 区级（下层） | 伦敦城       | 伦敦区       | 都会区       | 非都会区     | 单一管理郡/区 （单一层） | 锡利群岛     |
| 教区         | （无）       | （无）       | 民政教區     | 民政教區     | 民政教區                 | 民政教區     |

| 概要     | 概要                     |
| -------- | ------------------------ |
| 相當名稱 | 夏區（Shire district）   |
| 設立時間 | 1974年4月1日             |
| 設立依據 | 1972年地方政府法         |
| 設立地點 | 英格蘭                   |
| 上部機構 | 非都市郡                 |
| 行政分類 | 郡區                     |
| 行政地位 | 城市 自治市鎮 皇家自治區 |

非都会區（英語：Non-metropolitan district）或郡區區（Shire district）是英格蘭地方政府的一種，為非都会郡下轄的區級單位。在1974年4月1日通過的《1972年地方政府法案》設置「非都会區」行政單位。根據《1985年地方政府法案》，一些非会市郡新設立的單一管理區，並沒有或失去非都会區的地位。另一種特殊情況，就是伯克郡的非都市區，皆升格為單一管理區，所以沒有非都会郡政府的機構存在，只有名譽郡（地理上的郡）的形式。

## 歷史
在1899年，英格蘭地方已劃分郡級制度。這一制度在「1963年倫敦政府法令」和「1972年地方政府法」被廢除。新制度為英國大倫敦以外分為都会郡與非都会郡；都会郡下細分都會自治市、非都会郡則細分「非都会區」，非都会區是適用1972年的法案。
最初設立的非都会區共有296個，但於「1992年地方政府法」在一些大城市、城鎮群體內結合上下層級政府職能和權限，設立了單一管理區制度，因此部分喪失非都会區的身分，有238個非都会區。2009年在英格蘭調整行政區劃後，共有201個非都会區。

## 非都会郡區職權
希雷區所屬的非都会郡政府是兩層結構的地方政府；非都会郡有一個郡議會，以及一些下轄區級單位，每個區級單位又有一個區議會，他們的職權入下：
- 區理事會（區議會）：負責當地的規劃和建設管制、地方道路、理事會住宅、環境衛生、市場和集市、垃圾收集和資源回收再利用、墳場及火葬場、休閒服務、公園和旅遊 。

- 郡理事會（郡議會）：負責運行權力較大和金費較高的地方建設，如教育、社會工作、圖書館、主要道路、公共運輸、治安和消防服務、貿易標準、廢棄物處置和戰略規劃等。

## 非都会區列表
2009年在英格蘭共有201個非都会區，該區人口通常介於2.5萬至20萬間。以下列舉部分含有城市地位的區（粗字表示），其中不包含單一管理區。
| 非都会郡     | 非都会區（不包括單一管理區） | 統計數 |
| ------------ | --- | ------ |
| 白金漢郡     | 南巴克斯、奇爾特恩、威科姆、艾爾斯伯里韋爾                                                                                      | 4      |
| 劍橋郡       | 劍橋、南劍橋郡、亨廷登郡、芬蘭、東劍橋郡                                                                                        | 5      |
| 坎布里亞郡   | 巴羅因弗內斯、南萊克蘭、科普蘭、阿勒代爾、伊登、卡萊爾市                                                                        | 6      |
| 德比郡       | 海皮克、德比郡谷地、德比郡南、埃里沃什、安伯瓦利、德比郡東北、切斯特菲爾德、博爾索弗                                            | 8      |
| 德文郡       | 埃克塞特、東德文區、中德文區、北德文區、托里奇區、西德文區、南哈姆斯區、廷布里奇區                                              | 8      |
| 多塞特郡     | 韋茅斯-波特蘭、西多塞特、北多塞特、珀貝克、東多塞特、基督城                                                                     | 6      |
| 東薩塞克斯郡 | 黑斯廷斯、羅瑟、威爾登、伊斯特本、劉易斯                                                                                        | 5      |
| 艾塞克斯郡   | 哈洛、埃平森林、布倫特伍德、巴西爾登、卡斯爾波恩特、羅奇福德、羅奇福德、切爾姆斯福德、阿特爾斯福德、布倫、科爾切斯特、騰德靈    | 12     |
| 格洛斯特郡   | 格洛斯特、蒂克斯伯里、切爾騰納姆、科茨沃爾德、斯特勞德、迪恩森林                                                                | 6      |
| 漢普郡       | 戈斯波特、費勒姆、溫切斯特市、哈文特、漢普郡東、哈特、拉什穆爾、貝辛斯托克-迪恩、泰斯特河谷、伊斯特利、                         | 11     |
| 赫特福德郡   | 三河、沃特福德、赫茨米爾、韋林哈特菲爾德、布羅克斯本、赫特福德郡東、斯蒂文尼奇、赫特福德郡北、聖奧爾本斯市和區、代科勒姆        | 10     |
| 肯特郡       | 塞文歐克斯、達特福德、格雷夫舍姆、湯布里奇-莫靈、梅德斯通、坦布里奇韋爾斯、斯韋爾、阿什福德、坎特伯雷市、謝普韋、薩尼特、多佛爾 | 12     |
| 蘭開夏郡     | 蘭開夏西、喬利、南里布爾、法爾德、普雷斯頓、懷爾、蘭開斯特市、爾河谷、彭德爾、伯恩利、羅森代爾、欣德本                          | 12     |
| 萊斯特郡     | 查恩伍德、梅爾頓、哈伯勒、布萊比、欣克利-博斯沃思、萊斯特郡西北、奧德比-威格斯頓                                                | 7      |
| 林肯郡       | 林肯、北凱斯蒂文、南凱斯蒂文、南霍蘭、波士頓、東林齊、西林齊                                                                    | 7      |
| 諾福克郡     | 諾維奇、南諾福克、大雅茅斯、布羅德蘭、北諾福克、金斯林-西諾福克、布羅克蘭                                                       | 7      |
| 北安普敦郡   | 北安普敦郡南、北安普敦、達文特里、韋靈伯勒、凱特林、科比、北安普敦郡東                                                          | 7      |
| 北約克郡     | 塞爾比、哈羅蓋特、克雷文、里士满希尔、漢布爾頓、賴代爾、斯卡伯勒                                                                | 7      |
| 諾丁罕郡     | 拉什克利夫、布羅克斯托、阿什菲爾德、蓋德靈、紐瓦克-舍伍德、曼斯菲爾德、巴西特勞                                                 | 7      |
| 牛津郡       | 牛津、查韋爾、南牛津郡、白馬谷、西牛津郡                                                                                        | 5      |
| 薩默塞特郡   | 南薩默塞特、湯頓迪恩、西薩默塞特、塞奇高沼、門迪普                                                                              | 5      |
| 斯塔福郡     | 塔姆沃思、利奇菲爾德、坎諾克蔡斯、斯塔福德郡南、斯塔福德、紐卡素安德萊姆、斯塔福德郡高沼、斯塔福德郡東                          | 8      |
| 薩福克郡     | 伊普斯維奇、濱海薩福克、韋弗尼、中薩福克、巴伯、聖埃德蒙茲伯里、                                                                | 7      |
| 薩里郡       | 斯佩爾索恩、蘭尼米德、薩里希思、沃金、埃爾姆布里奇、古爾福德、韋弗利、莫爾河谷、埃普瑟姆-尤厄爾、賴蓋特-班斯特德、坦德里奇      | 11     |
| 沃里克郡     | 沃里克郡北、紐尼頓-貝德沃思、拉格比、埃文河畔斯特拉特福、沃里克                                                                 | 5      |
| 西薩塞克斯郡 | 沃辛、阿倫、奇切斯特、霍舍姆、克勞利、中薩塞克斯、埃德                                                                          | 7      |
| 伍斯特郡     | 莫爾文希爾斯、懷爾森林、布羅姆斯格羅夫、伍斯特、雷迪奇、威奇文                                                                  | 6      |

## 相關連結
- 英格蘭行政區劃
- 非都会郡

## 外部連結
- 地方政府職權詞彙 （页面存档备份，存于）